# Christina Chang
Christina Chang (Taipei, 29 de Junho de 1971) é uma atriz norte-americana nascida em Taiwan.
Chang cresceu na capital de Taiwan, a cosmopolita Taipei, filha de um pai sino-filipino e uma mãe estadunidense. Aos 17 anos, ela se mudou para os Estados Unidos com o objetivo de estudar teatro no estado-natal de sua mãe, Kansas, tendo depois se mudado para Seattle, na costa oeste dos Estados Unidos, onde ela interpretou o seu primeiro papel na peça Naomi's Road e se formou na Universidade de Washington.
Posteriormente, a atriz se mudou para Nova Iorque e fez participações especiais em programas de televisão, como a telenovela As the World Turns e a série de sucesso The Cosby Show. Ela também viria a participar dos filmes 28 Days com Sandra Bullock, e Random Hearts. Recentemente, fez uma pequena participação na série 24, como a Drª Sunny Macer.

## Filmografia

### Televisão
- 2017 - 2024 The Good Doctor como Dr Audrey Lim
- 2008 Unhitched como Gabby
- 2007 CSI: Miami como Rebecca Nevins
- 2007 Traveler como Alex
- 2007 Standoff como Dr. Meredith Golden
- 2007 Close to Home como Becky Brokaw
- 2007 Union Jackass como Sonya Wang
- 2007 Women in Law como Liz
- 2005 Numb3rs como Val Eng
- 2005 Boston Legal como Elizabeth Tyler
- 2004 Medical Investigation como Jenny Small
- 2004 24 como Drª Sunny Macer
- 2004 Hack como Cate Tann
- 2004 The West Wing como Alex Moreau
- 2002 Girls Club como Rhanda Clifford
- 2001 Deadline como Beth Kambu
- 2001 Once and Again como Amanda
- 2000 The Cosby Show como Wendy

### Cinema
- 2009 Overnight como Lisa
- 2008 A Line in the Sand como Robin
- 2007 Live Free or Die Hard como Taylor
- 2001 Dinner and a Movie como Rhonda
- 2000 28 Days como Braidsmaid
- 1999 Random Hearts como Laurie
- 1998 Brother Tied como Camille